# Geschwister-Scholl-Haus

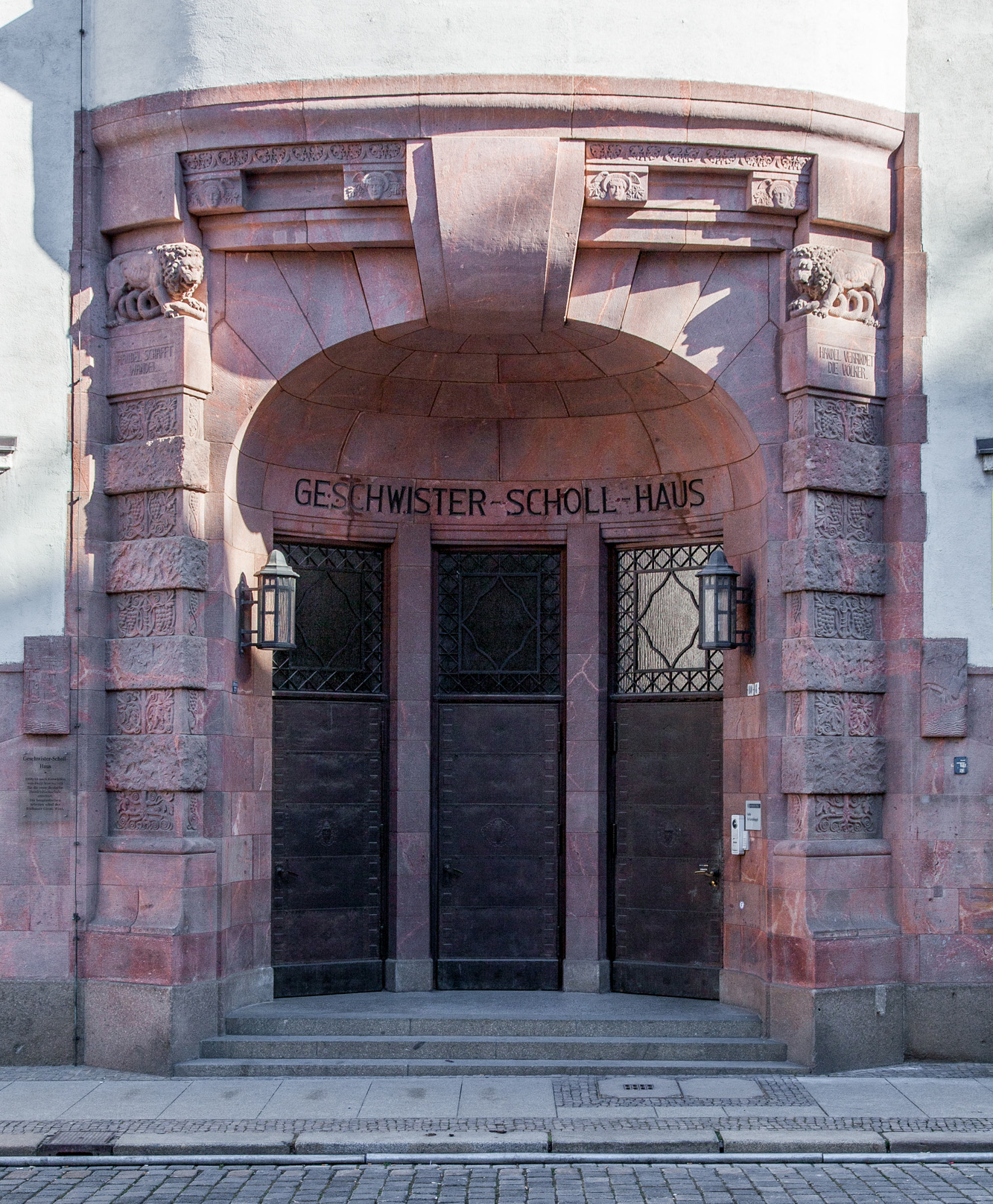
Geschwister-Scholl-Haus, Portal

El edificio en Leipziger Ritterstraße 8-10 se construyó en los años 1908-1910 como sede del primer colegio comercial alemán (fundado en 1896) en una de las parcelas más antiguas de la Universidad de Leipzig, el Great Princely College. El diseño del edificio proviene de Fritz Schumacher (1869-1947), el cofundador del Werkbund alemán. La casa es un ejemplo sobresaliente de la arquitectura reformada después del historicismo, diseñada especialmente desde un punto de vista funcional con un uso limitado de elementos representativos.

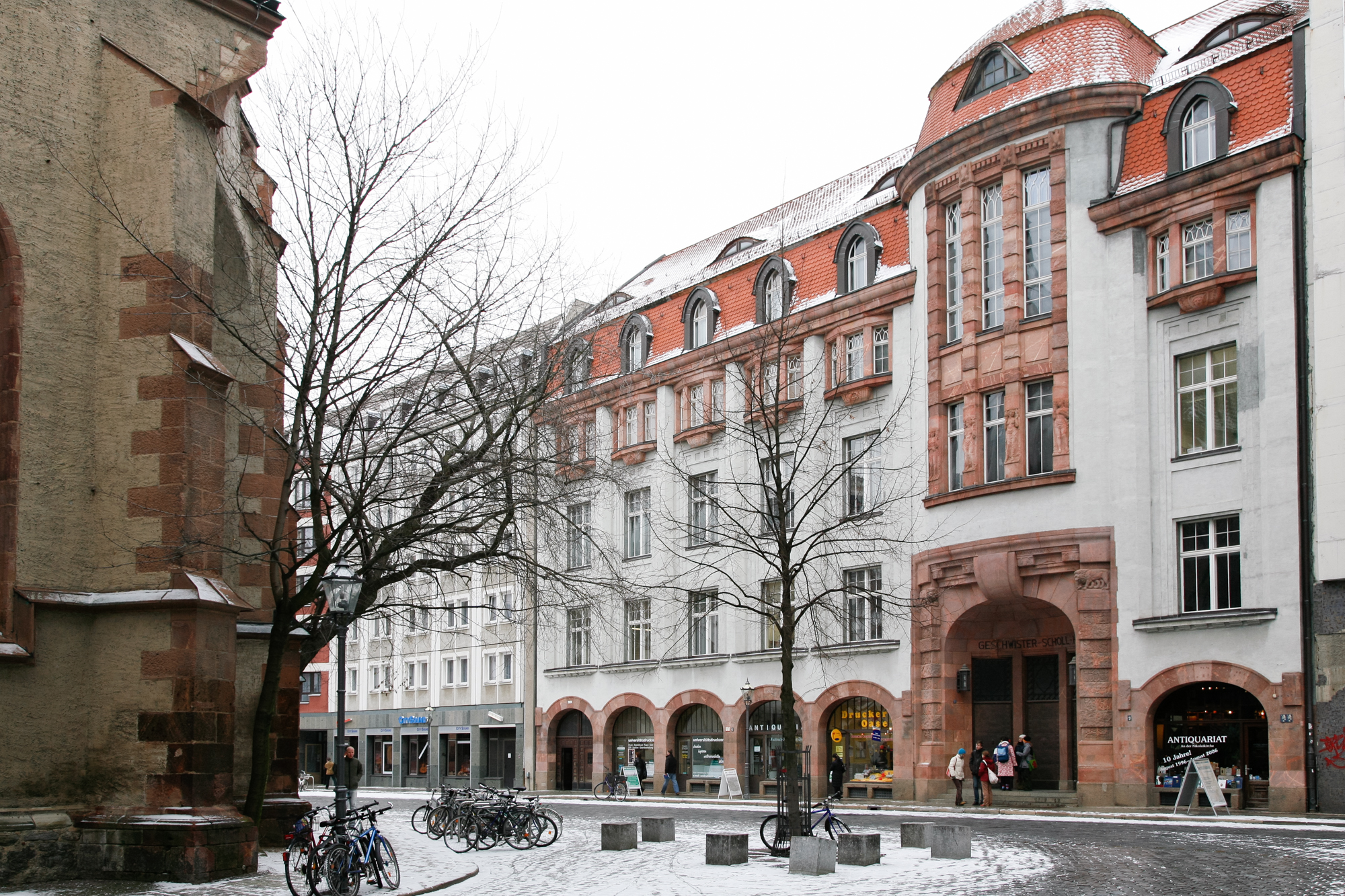
Geschwister-Scholl-Haus 2007
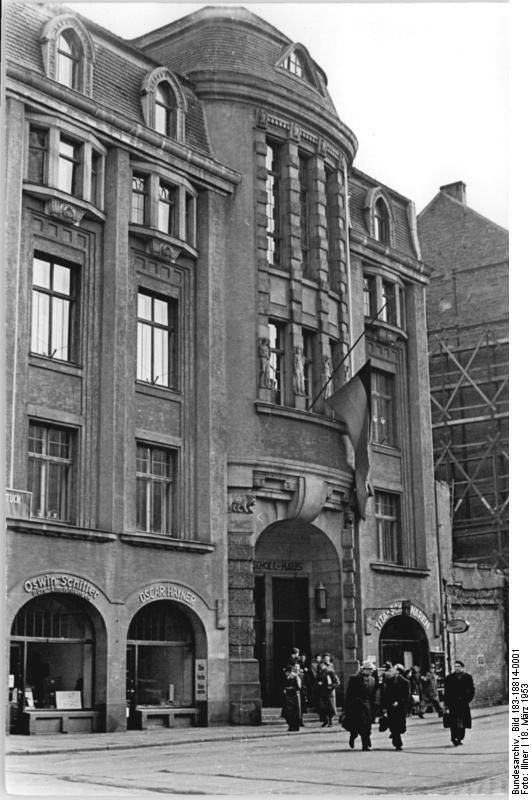
1953
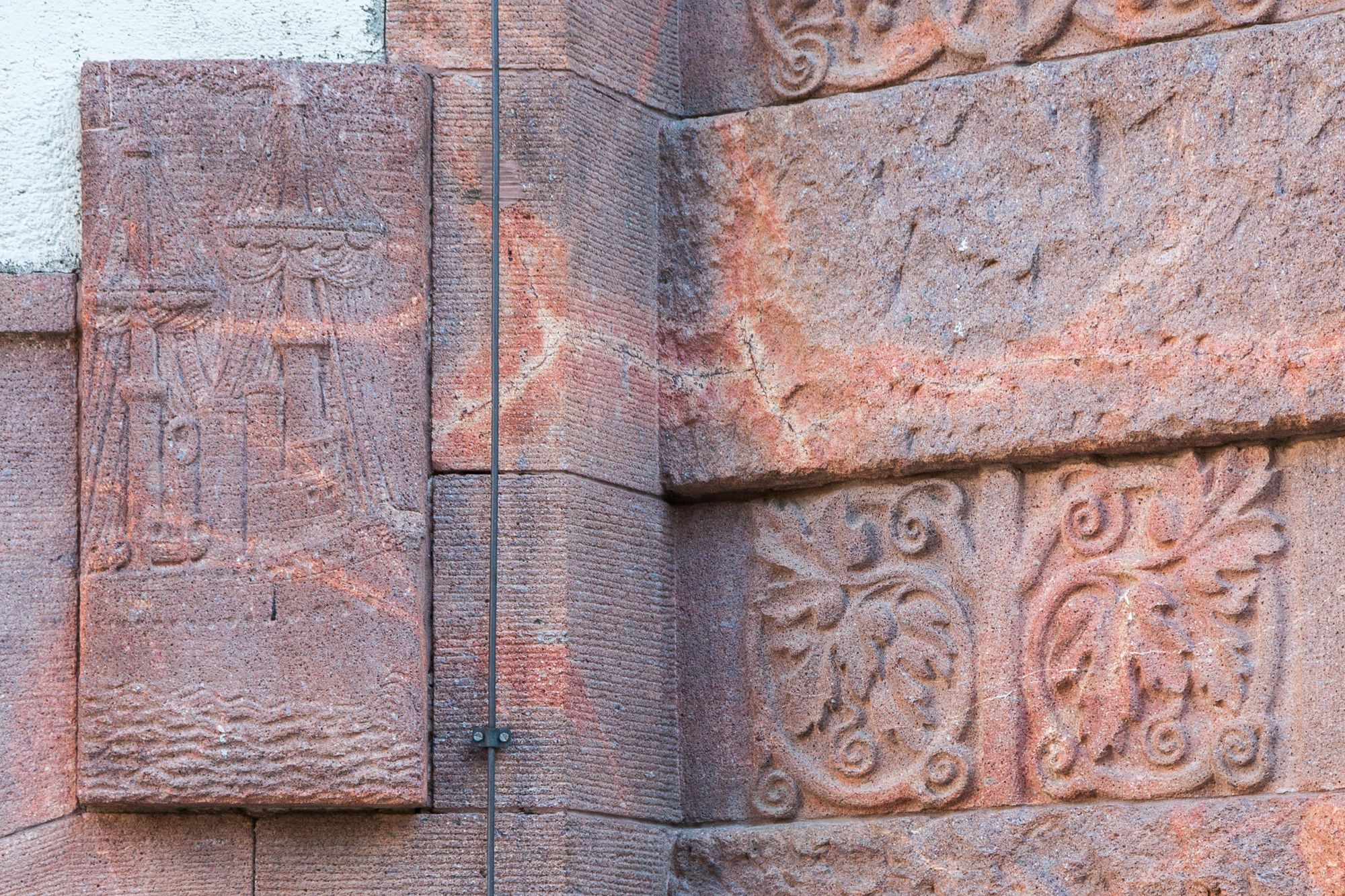
Adornos
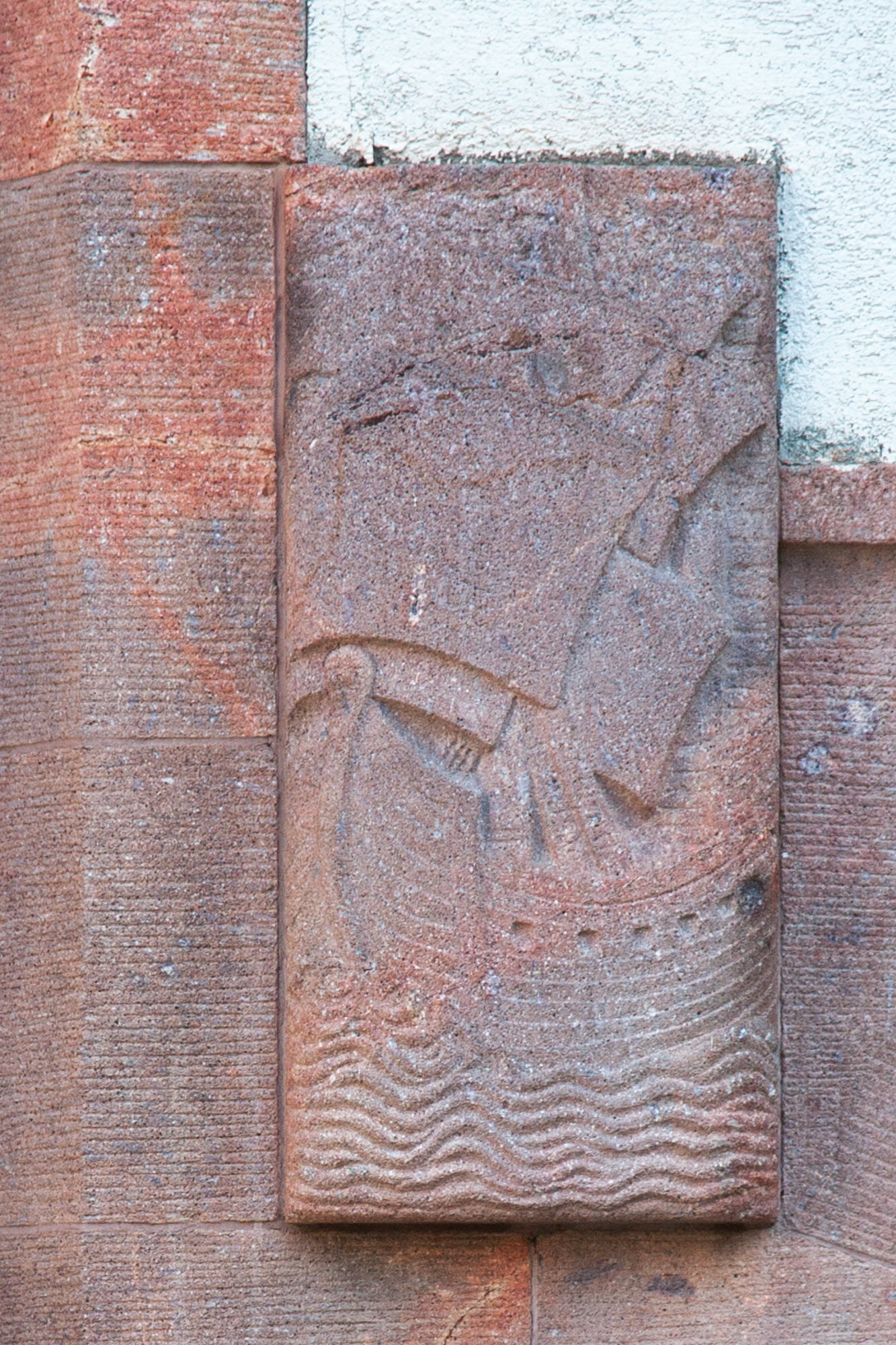
Adornos
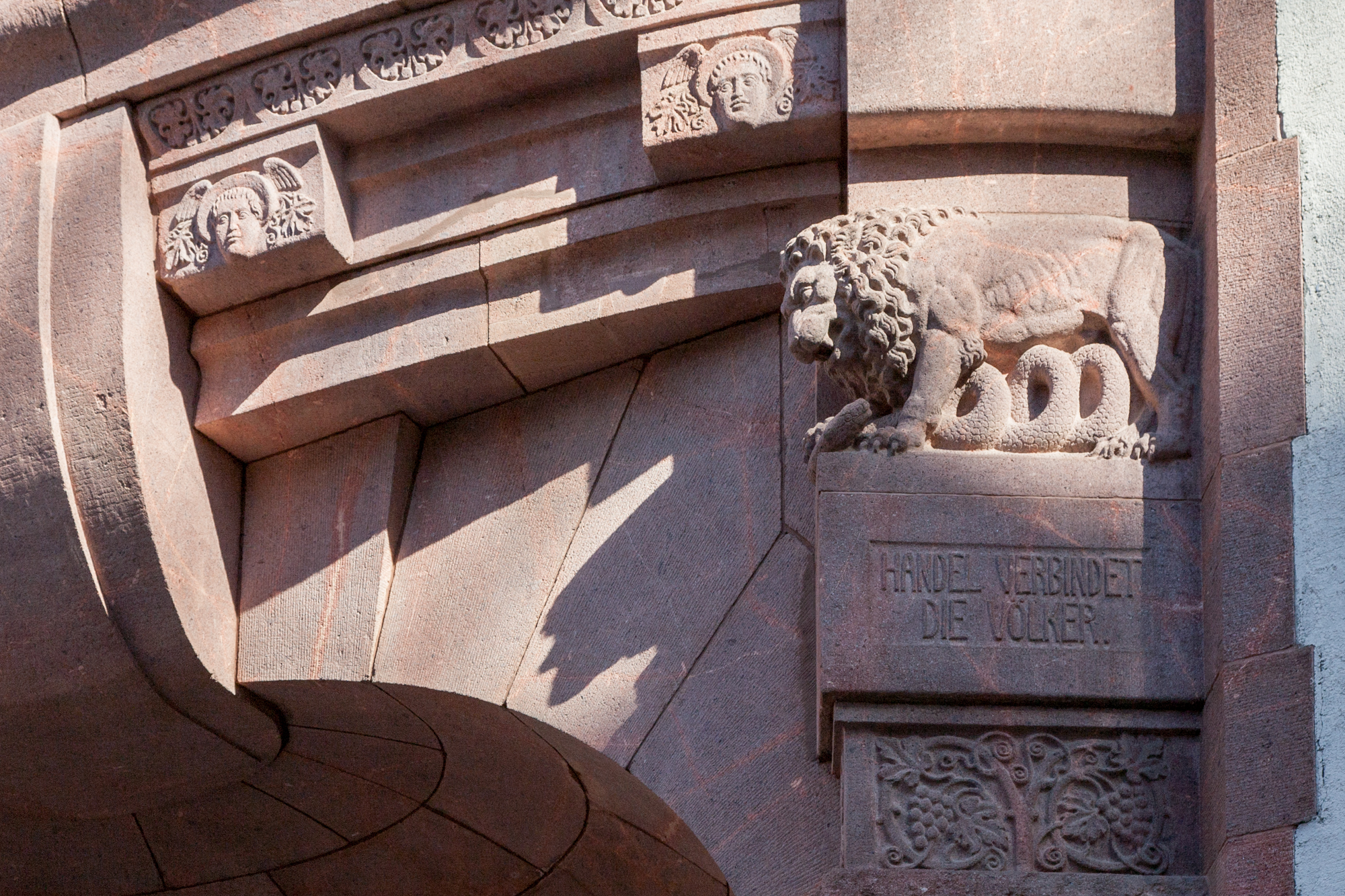
Adornos
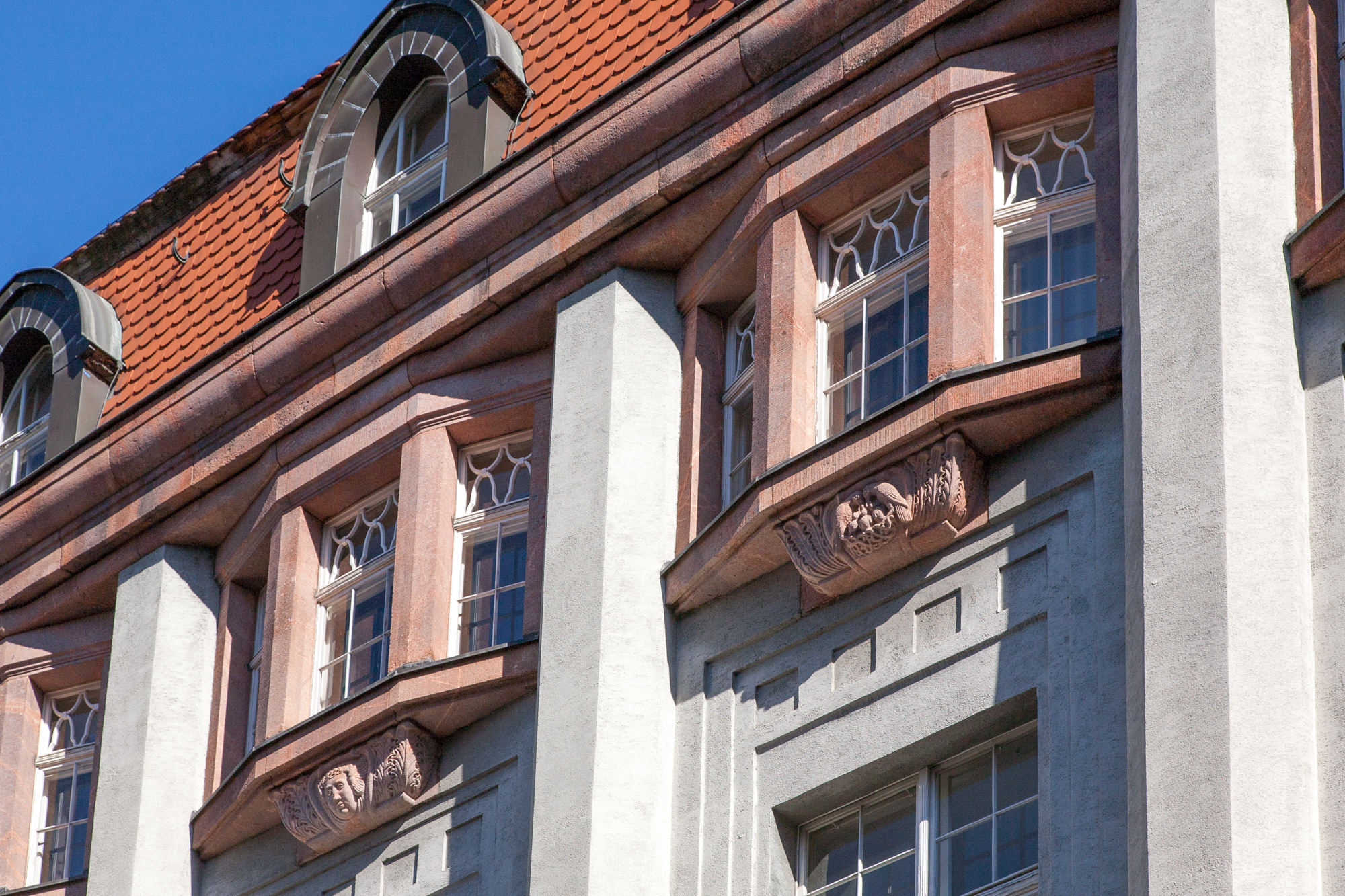
ventana salediza
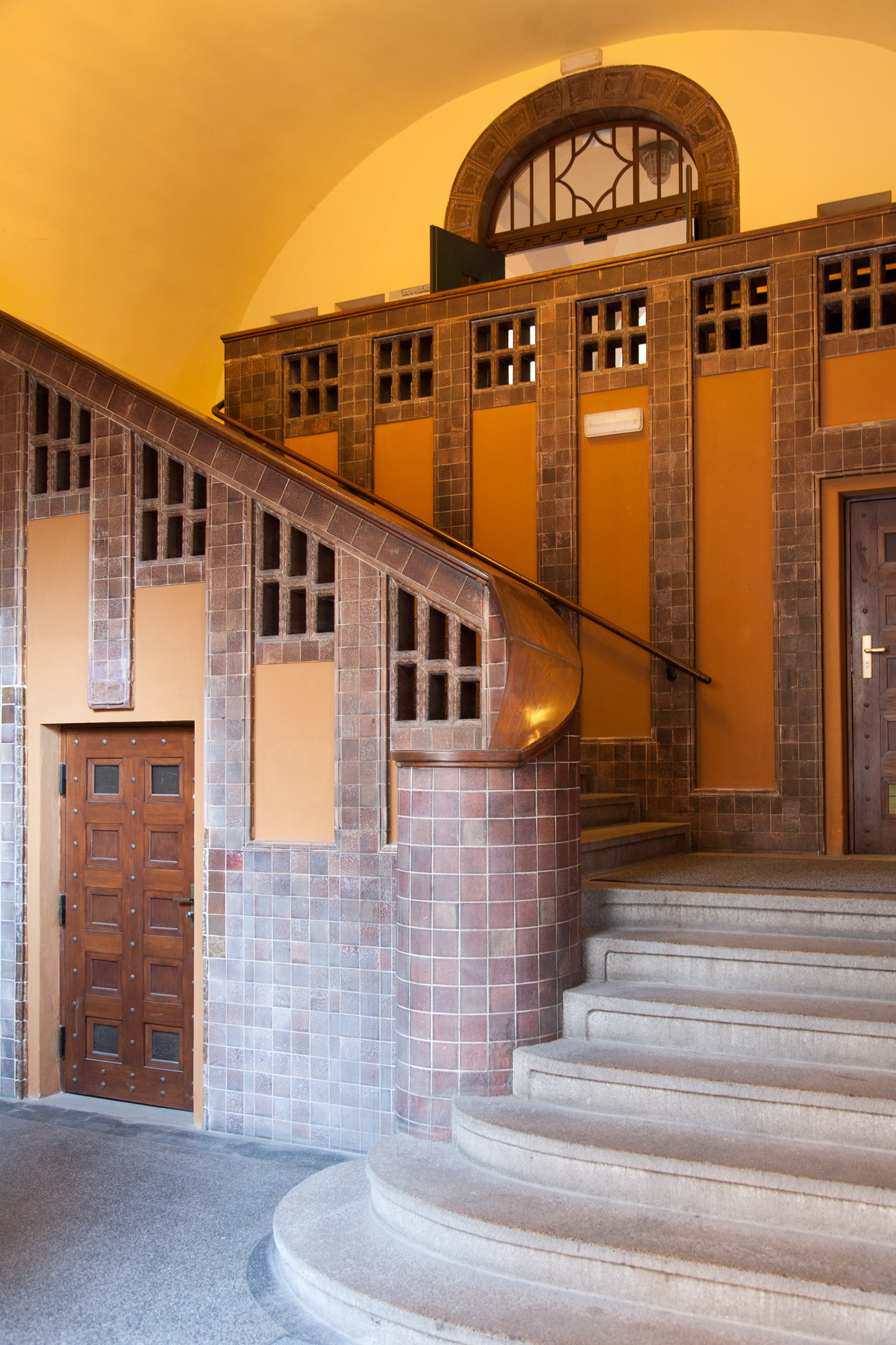
Espacio de la entrada